# Filoxen Anicet

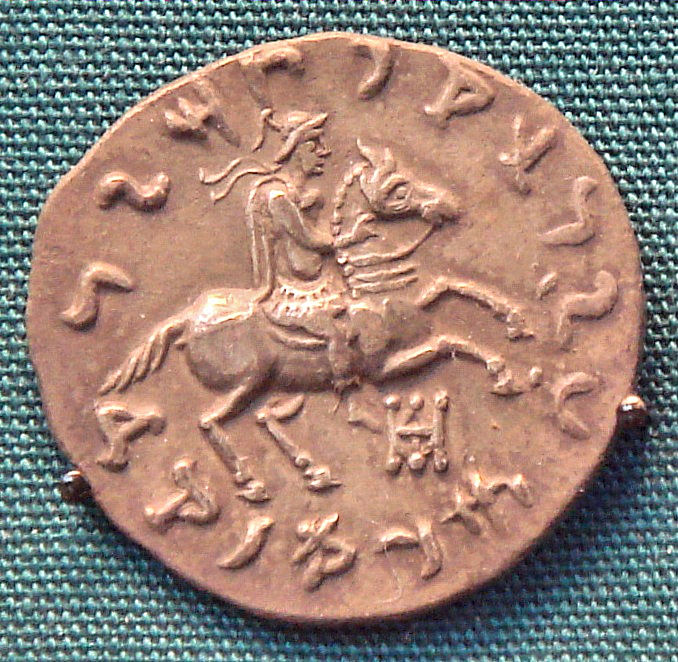
Moneda de Filoxen

Filoxen Anicet (grec antic: Φιλόξενος ὁ Ἀνίκητος, 'Filoxen l'Invencible') fou un rei indogrec que va governar la regió que anava dels Paropamísades a Panjab. Filoxen sembla un rei força important que en algun moment va governar sobre tots els territoris indogrecs. Osmund Bopearachchi el data circa 100-95 aC i R.C. Senior circa 125-110 aC. Els historiadors no han pogut connectar Filoxen amb cap dinastia, però podria haver estat el pare de la princesa Cal·líope que es va casar amb el rei Hermeu.

## Monedes
Va batre diverses monedes bilingües de plata amb un rei a cavall al revers, utilitzat per Antímac II uns seixanta anys abans, i algunes vegades (poques) al revers de les monedes de Nícies. Si el cavaller era un emblema dinàstic o era una representació del rei a cavall, no es pot saber. Diversos reis saces van utilitzar cavallers similars a les seves monedes. Les seves dracmes eren quadrats, una altra característica estranya als reis grecs però comuna als reis saces; això sembla indicar que Filoxen tenia connexions amb els nòmades que havien conquerit Bactriana. A les monedes de bronze hi figura una deïtat femenina i un brau, o bé Heli i Nice. Va encunyar alguns tetradracmes àtics amb només inscripció grega, que vol dir que havien de circular només a Bactriana. L'única reutilització coneguda és la que va fer Epandre a les monedes de Filoxen.